# Daniel Osorno
Daniel Osorno Calvillo (Guadalajara, 16 marzo 1979) è un ex calciatore messicano, di ruolo attaccante.

## Carriera

### Club
Osorno debutta l'11 gennaio 1997 in Atlas-Tecos 6-4, giocando per un totale di 31 minuti in due partite nella sua prima stagione in Primera División messicana. Fino al 2003 gioca con l'Atlas, raggiungendo il suo picco massimo di realizzazioni nella stagione Invierno 2000 con 11 gol in 15 partite. Nel 2003 passa in prestito al Club de Fútbol Monterrey, dove gioca 28 partite segnando una sola rete. Tornato nel 2004 all'Atlas, ci resta fino al 2007, anno nel quale si trasferisce in Major League Soccer, ai Colorado Rapids. Con la squadra statunitense gioca solamente tre partite di campionato, senza realizzare reti. Nel 2008 firma un contratto con il Dorados de Sinaloa.

### Nazionale
Partecipa al campionato mondiale di calcio Under-20 1999 in Nigeria con la nazionale messicana Under-20, ottenendo la convocazione in nazionale maggiore nello stesso anno. Ha vinto la Confederations Cup 1999 e la CONCACAF Gold Cup 2003.

## Palmarès

### Nazionale
- Confederations Cup: 1

1999
- Gold Cup: 1

2003